# 仙名紀
仙名 紀（せんな おさむ、1936年1月8日 ‐ 2021年）は、日本の翻訳家。
東京市（現東京都渋谷区）生まれ。上智大学文学部新聞学科卒業。朝日新聞社出版局で雑誌編集などをし、1996年定年退職。新聞社在職中から、上智大学で非常勤講師を務め、また翻訳を手がけていた。

## 著書
- 『ハワイ・歴史の旅』花曜社 1973年
- 『クリエイティブ・ライティング 新川マスコミ文章練習法』朝日ソノラマ 1975年

### 翻訳
- フレッド・ブランフマン編著『ジャール平原』二見書房 1973年
- ライラ・カリド『わが愛はパレスチナへ』番町書房 1974年
- レナード・ビッケル『飢餓への挑戦 ノーマン・ボーローグと緑の革命』TBS出版会 1975年
- バーナード・クリッシャー『インタビュー 天皇から不破哲三まで』サイマル出版会 1976年
- C.P.ルイス、A.A.ヨルゲンセン『栄光の蒸気機関車 写真集 アフリカ大陸』ノーベル書房 1982年
- リー・アイアコッカ『アイアコッカの直言』朝日新聞社 1986年
- アーネスト・ヘイコックス『テキサスから来た男』1986年 (中公文庫)
- バーナード・クリッシャー『住んでみた日本 東と西は理解し合えるか』サイマル出版会 1986年
- アイザック・アシモフ、カレン・フレンケル『ロボットの世界 知能ロボットは人間を越えるか』東急エージェンシー出版部 1986年
- トマス・オリヴァー『コカ・コーラの英断と誤算』早川書房 1986年
- ジェフ&マリー・ブリスカル『PRビジネスの内幕 マスコミを操る影武者たち』東急エージェンシー出版事業部 1987年
- ジョージ・ギャラップ・ジュニア、アレック・M.ギャラップ『新・成功哲学 いま、アメリカをリードする50人のサクセスストーリー』竹井出版 1987年
- アンソニー・サンプソン『ブラック・アンド・ゴールド 国際ビジネスを揺るがす南アフリカ』早川書房 1987年
- アンソニー・スミス『ザ・ニュースペーパー』新潮選書 1988年
- ウイリアム・J.ドネリー『コンフェッティ・ジェネレーション ニューメディア近未来白書』早川書房 1988年
- ジェームズ・スパダ『グレース・ケリー プリンセスの素顔』朝日新聞社 1989年
- ナンシー・ミルマン『スーパーアドマン 国際広告界の帝王たち』ダイヤモンド社 1989年
- ロバート・S・マクナマラ『冷戦を超えて』早川書房 1990年
- テッド・オールビュリー『沈黙の向う側』東京創元社（創元ノヴェルス） 1990年
- ジェローム・トッチリー『マードック 世界制覇をめざすマスコミ王』ダイヤモンド社 1990年
- ノロドム・シアヌーク、バーナード・クリッシャー『私の国際交遊録 現代のカリスマとリーダーシップ』恒文社 1990年
- アルバート・ゴールドマン『ジョン・レノン伝説』朝日新聞社 1992年
- ジャン・モリス『スペイン』図書出版社（海外旅行選書) 1992年
- ジョイス・ミルトン『イエロー・キッズ アメリカ大衆新聞の夜明け』文芸春秋 1992年
- ロン・グローヴァー『ディズニー・タッチ 王国を建て直した経営の魔術』ダイヤモンド社 1992年
- マーティン・S.キグリー『バチカン発・和平工作電 ヒロシマは避けられたか』朝日新聞社 1992年
- ロバート・F.スレイツァー『マリリン・モンロー他殺の証明』朝日新聞社 1993年
- ジェームズ・ウィテカー『最後の審判 ダイアナvsチャールズ』新潮社 1993年
- ジェイン・コービン『ノルウェー秘密工作』新潮社 1994年
- アレグザンダー・ウォーカー『エリザベス・テイラー』朝日新聞社 1994年
- マイケル・ホワイト、ジョン・グリビン『素顔のアインシュタイン』新潮社 1994年
- ジュディ・ローマックス『ヴァイキングの航海 「ガイア号」でアメリカ大陸へ』図書出版社（海外旅行選書） 1994年
- ラリー・キング『CNNラリー・キングの話し上手のコツ』東急エージェンシー出版部 1995年
- ジョナサン・ディンブルビー『チャールズ皇太子の人生修業』朝日新聞社 1995年
- H・M・スタンリー『緑の魔界の探検者 リビングストン発見記』小学館（地球人ライブラリー） 1995年
- ジョン・ケアリー編『歴史の目撃者』朝日新聞社 1997年
- ジェームズ・A.ベーカーIII、トーマス・M.デフランク『シャトル外交激動の四年』新潮文庫 1997年
- マイケル・フォッセル『不老革命』アスキー 1997年
- ブルース・ポリング『だからスキャンダルは面白い』文春文庫 1997年
- ジョン・リトワイラー『オーネット・コールマン ジャズを変えた男』ファラオ企画 1998年
- ドナルド・スポト『ダイアナ仮面の裏側』主婦と生活社 1998年
- アーマ・ボンベック『シワの数だけ愛をこめて 笑いのバイブル』主婦と生活社 1998年
- ウィリアム・ショークロス『マードック 世界のメディアを支配する男』文藝春秋 1998年
- ビル・ガーツ『誰がテポドン開発を許したか クリントンのもう一つの“失敗"』文藝春秋 1999年
- 『ビル・ブライソンの究極のアウトドア体験 北米アパラチア自然歩道を行く』中央公論新社 2000年
- ヘンリー・デイヴィッド・ソロー『水によるセラピー』アサヒビール(アサヒ・エコブックス 2001年
- ソロー『山によるセラピー』アサヒビール（Asahi eco books） 2002年
- ソロー『風景によるセラピー』アサヒビール（Asahi eco books） 2002年
- ハディル・ハムザ、ジェフ・スタイン『私はサダム・フセインの原爆を作っていた!』廣済堂出版 2002年
- スチュワート・A.シュレーゲル『熱帯雨林の知恵 フィリピン・ミンダナオ島の平和愛好部族』アサヒビール 2003年
- キティ・ケリー『ブッシュ・ファミリー ブッシュ一族虚飾の源流1908年』ランダムハウス講談社 2004年
- キティ・ケリー『ブッシュ・ダイナスティ 父子二代大統領栄華の行方1972年』ランダムハウス講談社 2004年
- D.リー・ジェイコブズ『FBI潜入捜査官 マフィアを騙してゴッドファーザーになった男』バジリコ 2004年
- ジャイルズ・ミルトン『奴隷になったイギリス人の物語 イスラムに囚われた100万人の白人奴隷』アスペクト 2006年
- アルバート・ジャック『のぞき見トムとハットトリック 英語慣用句のふしぎな語源』小学館文庫 2006年
- テッド・C.フィッシュマン『中国がアメリカを超える日』ランダムハウス講談社 2006年
- ルイス・J.フリー『マイ・エフ・ビー・アイ』オープンナレッジ 2006年
- エリザベス・コルバート『地球温暖化の現場から』オープンナレッジ 2007年
- ニーアル・ファーガソン『憎悪の世紀 なぜ20世紀は世界的殺戮の場となったのか』早川書房 2007年
- H.ポール・ジェファーズ『愛しの太っちょ ダイヤモンド・ジムの生涯』清流出版 2008年
- ニーアル・ファーガソン『マネーの進化史』早川書房 2009年 のち文庫
- ダン・ビュイトナー『ブルーゾーン 世界の100歳人に学ぶ健康と長寿のルール』ディスカヴァー・トゥエンティワン 2010年
- リチャード・フロリダ『グレート・リセット 新しい経済と社会は大不況から生まれる』早川書房 2011年
- スチュアート・ブランド『地球の論点 現実的な環境主義者のマニフェスト』英治出版 2011年
- グレッグ・パラスト『告発!エネルギー業界のハゲタカたち』早川書房 2012年
- ニーアル・ファーガソン『文明 西洋が覇権をとれた6つの真因』勁草書房 2012年
- ゲイブリエル・ウォーカー『命がけで南極に住んでみた』柏書房 2013年
- クライメート・セントラル『いま地球には不気味な変化が起きている』柏書房 2013年
- アレックス・ザヴォロンコフ『平均寿命105歳の世界がやってくる 喜ぶべきか、憂うべきか』柏書房 2014年
- ダイアン・ヘイルズ『モナ・リザ・コード』柏書房 2015年
- エドワード・ワン『箸はすごい』柏書房 2016年